# سوزي وولف
سوزي وولف (بالإنجليزية: Susie Wolff)‏ هي سائقة سيارة سباق بريطانية، ولدت في 6 ديسمبر 1982 في Oban ‏ في المملكة المتحدة.

## وصلات خارجية
- الموقع الرسمي
- سوزي وولف على موقع DriverDB.com (الإنجليزية)
- سوزي وولف على موقع AS.com (الإسبانية)